# Progomphus phyllochromus
Progomphus phyllochromus är en trollsländeart som beskrevs av Friedrich Ris 1918. Progomphus phyllochromus ingår i släktet Progomphus och familjen flodtrollsländor. IUCN kategoriserar arten globalt som livskraftig. Inga underarter finns listade i Catalogue of Life.